# Jens Olsens Verdensur (dokumentarfilm)
|  | Denne artikel er oprettet af botten Steenthbot ud fra en ekstern database. Den kan derfor have sproglige fejl eller mangler. Denne skabelon kan fjernes efter kontrol af indholdet. |

Jens Olsens Verdensur er en dansk dokumentarisk optagelse fra 1946.

## Handling
Astromekaniker Jens Olsens Verdensur blev fremstillet over en længere periode - fra 1943 og frem til 1955. Filmoptagelserne er fra 31/8 1945 og 11/6 1946. Jens Olsen demonstrerer og arbejder selv med i fremstillingsprocessen.

Uret består af 15.448 enkeltdele med et nøjagtigt lodur som den centrale del, der både viser mellemeuropæisk tid og stjernetid og styrer ti andre værker inden for astronomi og tidsregning.

Filmen blev aldrig færdiggjort. Der ligger et klip (fra Mindelunden), som ikke hører med i filmen, ca. 1 minut efter start.